# 고독 (드라마)
《고독》은 2002년에 2002년 10월 21일부터 2002년 12월 24일까지 방송했던 KBS 2TV 월화 드라마로 《신고합니다》 이후 해당 프로그램까지 KBS 2TV 월화 드라마는 미니 시리즈 드라마로 방송됐다.

## 프로그램 소개
자신을 버려야 비로소 얻어지는 진실되고도 이기적이지 않은 사랑과 부모 자식 간의 완벽한 소통 그리고 인생에 있어 가족이 주는 의미를 되새겨 본 드라마

## 등장 인물

### 주요 인물
- 이미숙 : 조경민(40세) 역

기업이미지컨설팅 회사 휴먼의 이사로 회사의 창립 멤버로 동계 업종에서는 자타가 그 능력을 인정한다. 학창 시절 만난 은석과의 사이에서 난 딸 정아와 살고 있다. 여자는 없고 오로지 엄마의 역할만이 있었던 그녀에게 영우가 나타났다. 겁없이 사랑고백을 하는 영우에게, 사랑하기엔 제 나이가 너무 많다는 생각을 떨쳐버릴 수가 없는 그녀는 왠지 모르게 자꾸만 쓸쓸해진다. 그런데 어찌된 일인지 그녀는 자신도 모르게 영우의 집 앞을 서성이고 있다.
- 류승범 : 민영우(26세) 역

긍정적이고 밝은 성격으로 자유로운 사고를 가졌다. 제주에서 만난 경민을 휴먼에 입사하면서 다시 만나게 된다. 경민을 처음 본 순간부터 좋았고, 경민을 사랑해주고 싶고, 마냥 웃게 하고 고독하지 않게 해주고 싶었다. 그에게 경민은 미혼모도, 나이든 상사도 아닌 사랑하고 싶은 여자일 뿐이었다. 무모하리만큼 순수한 그는 주위 모두가 반대하는 사랑에 온몸을 던지기로 한다.
- 홍요섭 : 강은석(44세) 역

경민의 전 연인이며 정아의 아버지로 자기중심적이고 이성적이고 논리적이다. 외국기업의 아시아 시장진출 컨설팅 본부 책임자로 서울에 15년 만에 돌아와 거래처 회사에 있는 경민을 만나게 된다. 그의 기억 속에 경민은 스쳐지나간 무수한 여자들과 그다지 다르지 않았지만, 경민을 만나자 새로이 좋아지는 걸 느낀다. 그 즈음 정아가 제 아이라는 걸 알게 되고, 남자로선 몰라도 아버지로서는 자신이 있다.
- 서원 : 유진영(26세) 역

영우와 초등학교 동창이며 동료 직원으로 영우의 가족과는 격 없이 지내는 사이다. 조금은 선머슴 같은 성격이며 몸도 마음도 건강하다. 영우를 사랑하고 있다는 걸 최근 몇 년 전에야 깨달았다. 시간이 지나면서 자연스럽게 영우도 자신을 친구가 아닌 여자로 볼 때가 있을 거라고 생각했다. 하지만 자신의 우상이었던 경민을 영우가 사랑하게 되자, 경민과의 우정이냐, 영우에 대한 연정이냐라는 두 문제 사이에서 긴 고민을 시작한다.

### 영우의 주변 인물
- 주현 : 민 선생(50대) 역

영우의 아버지로, 남자답고 화끈하며 올곧다. 증권회사 지점장으로 근무하다 명예퇴직하고 지금은 영우의 회사 근처에 있는 빌딩 수위로 있다. 5년전 사랑하는 아내가 심장병으로 세상을 떠났다. 장성한 두 아들을 장가보내 일가를 이루게 하고, 자신은 아내의 묘지기나 하며 사는 게 꿈이다.
- 최성민 : 민영철(20대) 역

영우의 형으로, 놀기 좋아하고 여자 좋아하고 농담 좋아하는 천하의 한량이지만 아버지 민 선생을 존경하고 일순과 이순을 친할머니처럼 따른다. 어릴 때는 우등생이었던 동생 영우와 비교대상이 되는 게 자존심도 상했지만, 지금은 잘난 동생 있는 게 자랑이다. 전문대 유아교육과를 나와 전공을 살리지 못하고 영업택시를 몬다.
- 김영옥 : 김일순(60대) 역

낙천적이고 유머러스하며 사리분별 바르고 생각이 깊다. 수퍼를 하며 이란성 쌍둥이인 동생 이순과 같이 살고 있다. 민 선생과는 30년 넘게 한 동네에 살며 누님동생 하는 사이로, 영철과 영우를 제 자식이나 손주처럼 아낀다.
- 김지영 : 김이순(60대) 역

속 좁고 말많고 이기적이지만, 속내는 여리고 순해 한편으론 귀여운 사람이다. 일찍이 남편과 사별하고 온갖 고생을 하며 하나뿐인 아들을 남보란 듯이 키워놨지만, 며느리와 사이가 좋지 않아 집을 나와 일순에게 얹혀 산다. 늘 아웅다웅하는 일순에게 마음을 드러내지는 않지만, 늙으니 언니밖에 없다는 생각을 한다.

### 경민의 주변 인물
- 신지수 : 조정아(15세) 역

나이보다 성숙하고 명랑하고 당찬 중학교 2학년생이다. 엄마인 경민과는 친구처럼 지내는 사랑스런 딸이다. 경민의 재혼을 무조건 반대했었지만 지금은 재혼도 나쁘진 않다고 생각한다. 하지만 그리워하던 아버지 은석이 나타나자 부모가 결합하기를 바란다.
- 맹상훈 : 박재주(44세) 역

명희의 남편이며, 경민과 은석의 대학선배이다. 휴먼의 마케팅부 부장으로, 세상을 박하게 살고 싶은 마음이 별로 없다. 경민의 딸 정아를 친딸처럼 사랑하며 정아의 부모인 은석과 경민이 결합하길 바란다.
- 이미경 : 김명희(40세) 역

경민의 친구이며 휴먼의 마케팅부 부장이다. 일할 때는 깐깐하지만 서글서글하고 정이 많으며 사리분별 바르다. 자기 처지에 사랑은 사치라고 생각하는 경민에게, 고단한 인생살이에 그만한 사치는 부려도 된다고 말하며 영우와의 결혼을 바란다.

### 그 외 인물
- 한규희 : 민 선생의 친구이며 진영의 아버지
- 박순천 : 희주 역. 경민이 진찰받은 산부인과 의사
- 장기용 : 휴먼 대표
- 박영태 : 산부인과 의사
- 이성호 : 휴먼 거래처 대표
- 김홍석 : 휴먼 직원
- 구보석 : 은석이 한국에 왔다고 전하는 재주의 친구
- 박형선 : 영철과 결혼하고 싶어하는 전 여자친구
- 유아랑
- 정상훈
- 최소정
- 김세민
- 고용화
- 김종현
- 박인서

## 참고 사항
- 담당 연출자 표민수 PD가 KBS에 사직서를 제출한 뒤 팬 엔터테인먼트로 옮겨 처음 연출을 맡았다.
- 본 프로그램부터 시청 가능 연령을 표시하는 프로그램 등급제가 국내 제작 드라마까지 의무화되기 시작했다.
- 류승범이 분한 민영우 역은 당초 주진모가 낙점됐으나 출연료 문제 등으로 캐스팅이 무산된 바 있었다.[1]
- 서원이 맡았던 진영 역은 당초 이나영이 낙점됐으나[2] 재충전의 시간을 갖기 위해 고사한 바 있었다.
- 이 같은 캐스팅 문제도 있었으나 출연진 중의 1명이었던 이미숙이 20대 청년과의 애틋한 사랑과 갈등을 설득력 있게 보여주지 못했다는[3] 평을 받았으며 기대 이하의 성적에 그쳤다.